# Desmond D'Sa
Pour les articles homonymes, voir D'Sa.
Desmond D'Sa est un écologiste et environnementaliste sud-africain qui a reçu le Prix Goldman pour l'environnement en 2014. 
Il est connu pour avoir protesté contre les problèmes de justice environnementale à Durban, en Afrique du Sud, liés à l'accès aux espaces verts et à la pollution. La région autour de la ville est connue sous le nom de "Cancer Alley" en raison des plus de 300 installations industrielles autour de la ville. Pour y remédier, il a fondé la South Durban Community Environmental Alliance. Ce réseau a réussi à s'opposer à d'autres sites polluants et est préconisé pour empêcher l'expansion du port de Durban (en).
En 2011, sa maison a été incendiée en raison de son plaidoyer. Élevé à l'époque de l'apartheid, il a été inspiré pour intégrer les questions environnementales et de justice sociale dans son activisme.

## Prix et distinctions
Il a reçu le Prix Goldman pour l'environnement en 2014,.
Pour son travail, il a reçu un doctorat honorifique de l'Université de technologie de Durban. 